# Tennis de taula

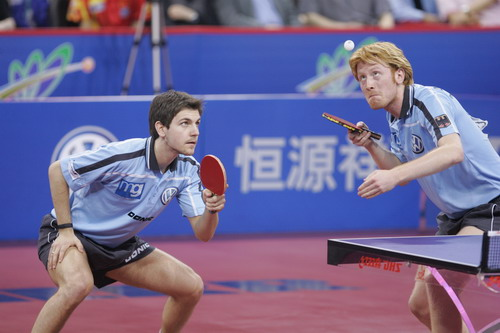
Timo Boll i Christian Süss (Alemanya)

El tennis de taula (o ping-pong) és un esport de raqueta que enfronta dos jugadors, o dues parelles de jugadors, posats cadascun a banda i banda d'una taula dividida transversalment a la meitat per una xarxa. Es tracta de colpejar la pilota amb una raqueta per fer-la passar per damunt de la xarxa, fent que boti al camp contrari, i de manera que l'adversari no pugui tornar-la.

## Història
No se sap amb certesa quan es va practicar per primer cop. Va ser a la dècada del 1870 que aquest esport va sorgir a Anglaterra com a derivació del tennis. És possible que uns jugadors de tennis quan feia mal temps, inventessin una mena de tennis miniatura, fent servir una taula de billar o de menjador, dividint-la en dues meitats o camps, amb llibres o amb una corda. Com a pilotes degueren fer-ne servir una d'algun joc infantil, o fins i tot taps de suro adaptats. Les raquetes potser serien tapadores de capses de cigars. La llegenda es barreja amb la realitat; per aquesta versió s'inclinen Gerald Gurney i Ron Crayden, dos profunds estudiosos de la història del tennis taula. Els estudiants universitaris van adoptar ràpidament el joc que llavors era joc de saló a Anglaterra. El 1884 la firma F.H. Ayres Ltda. ja comercialitzava un «Joc de Tennis de Saló miniatura».
El 1891 John Jaques, fabricant d'articles esportius, va patentar un joc anomenat Gossima, que no tindria acceptació. L'any 1891 Charles Barter, de Gloucesthershire, va registrar una patent amb pilotes de suro, i vora aquella data James Gibb, atleta famós fundador de la A.A.A., improvisà una instal·lació que consistia en una xarxa unida a dos pals damunt d'una superfície de fusta aixecada de terra, i així va crear un joc de 21 punts, amb pilotes de goma. Gibb va trobar a Amèrica petites pilotes de cel·luloide, i les va fer servir per al joc, amb èxit immediat. James Gibb va suggerir el nom de Ping Pong a la firma John Jaques Ltda., i aquesta el va registrar. El nom prové del sorollet "ping" que feia la pilota de cel·luloide quan tocava les raquetes revestides de pergamí, i "pong" quan tocava la taula. Aquestes raquetes de pergamí tenien un mànec de 45 cm de llargada. L'any 1899 el ping-pong tenia una gran popularitat a Anglaterra; i aviat es va exportar a l'Índia, a l'Àfrica del Sud i a Austràlia.
El 1899 A. T. Finney, un alumne de 14 anys de l'Escola de Satffs, va inventar una raqueta de mànec curt i coberta de pergamí, i alhora introduí al joc una xarxa de 17,5 cm d'alçada. També aquell any començava a jugar al ping-pong el jove londinenc Percy Bromfield, que, més tard, faria un paper decisiu per a l'impuls del tennis de taula anglès i mundial. Els més entusiastes del nou joc eren esportistes d'hípica, i alguns jugadors d'edat, com J.G. Ritchie i C.G. Eames, que tindrien càrrecs de secretari de clubs de tennis taula, i escriurien també uns quants llibres.
Ja el 1901 hi va haver a Anglaterra tornejos de tennis taula amb participació de fins a 300 jugadors i premis en metàl·lic per import de fins a 25 lliures. Aquell any es va crear a Anglaterra l'Associació de Ping Pong, que tenia amb uns 500 jugadors de 39 clubs escampats per tot el país. En aquells moments inicials el servei es feia directament enviant la bola, com al tennis, per damunt de la xarxa, que tenia una altura de 17 cm. Els jocs de dobles es deien "joc a quatre mans". A Brantham Essex es fabricaven cada setmana, segons una informació de l'època, tones de pilotes de cel·luloide (2 milions i mig aproximadament); aquestes es repartien per tot el món.

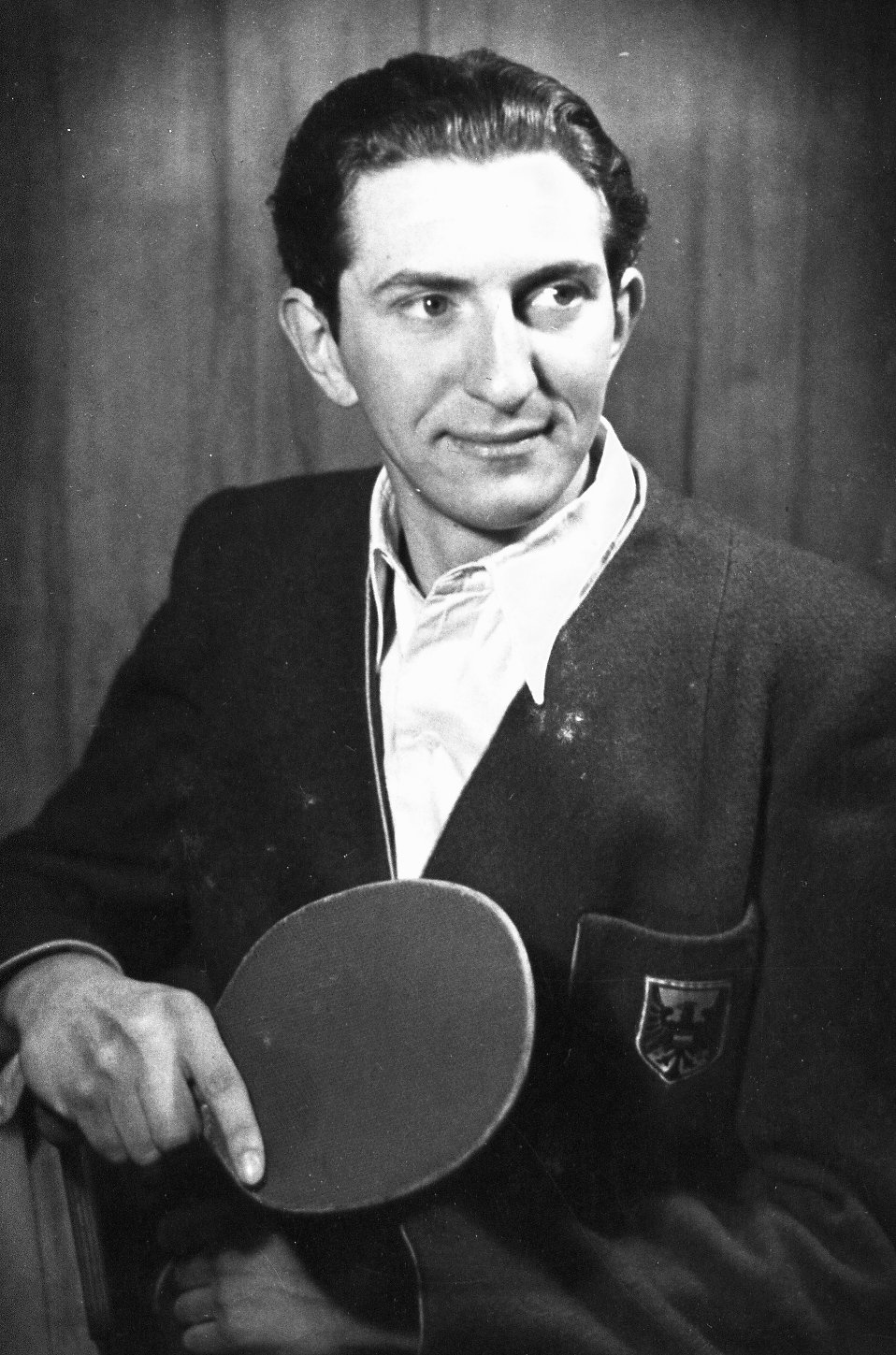
Otto Eckl

El 1902 va sortir el diari setmanal Table Tennis Pioneer (Pioner del Tennis Taula), que aquell mateix any ja tenia 20.000 lectors. També el 1902 s'editaren a Anglaterra i EUA uns 20 llibres amb instruccions per al joc. Els principals jugadors anglesos de l'època, d'importància per a l'evolució del tennis taula mundial foren A. Parker, P. Bronfield, P.E. Warden, G.J. Ross, J.J. Payme, J. Thompson, E.C. Goode i A.T. Finney. El primer recobriment de cautxú o goma va ser patentat per Frank Bryan el 1901 i venut sota el nom de "Atropos". Aquest estil de raqueta va ser adoptat gairebé universalment durant molts anys. També va sortir la raqueta d'alumini, que era molt ràpida, però era molt cara i no es venia. Ayres i G.G. Bussey van fabricar raquetes acordonades, com les de tennis, en miniatura. Eren de fabricació molt acurada i tenien cordons molt tensos i de bona qualitat, però tenien l'inconvenient que no tenien bon control sobre la pilota. Van ser prohibides a molts tornejos, probablement perquè no feien cap so. Les primitives pilotes de cel·luloide eren massa lleugeres, i també inconsistents quan botaven, perquè estaven fetes de dues parts unides amb una costura, que feia alterar la trajectòria quan tocava la taula. El 1900 Jaques Ltda. fabricava una pilota de cel·luloide sense costura i normalitzada de mida i forma. Les pilotes van anar adquirint duresa i a més de mida més grossa, modificació que afavoria el joc ràpid. Els accessoris per jugar, excepte la pala, es venien en estoigs fabricats principalment a Anglaterra i EUA.
El 1922 ja es coneixia el nou esport a Suècia, França, Gal·les, centre d'Europa, etc. regularitzant-se en aquests països i jugant-se campionats assíduament.
L'any 1926 es fundà l'Associació Anglesa de Tennis Taula, amb noves normes i estatuts, i es trià com a president a Ivor Montagu i com a secretari a Bill Pope. Quan es va fundar aquesta associació, tant Montagu com Pope emprengueren la tasca d'organitzar aquell mateix 1926 el I Campionat del Món a Londres, que tindria un gran èxit, però acabaria amb 300 lliures de pèrdues. La idea del campionat sorgí amb motiu d'un Torneig Internacional organitzat a Berlín pel Doctor Lehmann on participaven alemanys, austríacs, hongaresos i anglesos. En aquest torneig es va parlar de la necessitat de constituir una Federació Internacional de Tennis Taula de forma provisional i l'organització del I Campionat del Món i d'un Congrés, ambdós a Londres. Celebrat el Congrés, es constituí oficialment la Federació Internacional de Tennis Taula (ITTF).
En aquest primer Campionat del Món, Lady Swaythling donà una copa amb el seu nom per ser disputada en Equips Masculins. Participaren Hongria, Àustria, Anglaterra, l'Índia, País de Gal·les, Txecoslovàquia i Alemanya. En principi, la denominació no havia de ser Campionat del Món, però la participació de vuit jugadors indis, residents en realitat a Anglaterra, va portar als organitzadors a donar-li aquest nom. La participació femenina fou molt baixa, només 14 jugadores: 11 angleses, 2 austríaques i 1 hongaresa. Aquests primers campionats van veure un èxit total dels representants d'Hongria, que van aconseguir tots els triomfs. L'alçada de la xarxa era de 17 cm, cosa que afavoria al jugador defensiu, limitant pràcticament a tots els participants a enviar la pilota a l'altre costat de la xarxa en actituds purament defensives. L'organització d'aquest primer campionat recomanava als jugadors no utilitzar roba blanca, però no impedia que la vestimenta fos poc esportiva, ja que els homes utilitzaven pantalons llargs, camises de màniga llarga i, en alguns casos, corbates i vestits normals de carrer. La primera decisió del Congrés de Londres fou la d'intentar unificar les normes que llavors imperaven al tennis taula. El I Campionat del Món s'havia jugat per equips a 21 punts cada joc i al millor de 3 jocs, i en individuals al millor de 5 jocs. La ITTF feu oficials el 1927 dos sistemes diferents: el de 21 punts a cada joc, defensat pels anglesos, i el de Tennis de Camp, en sets de 6 jocs, sistema defensat pels hongaresos, austríacs i alemanys.
El gener de 1928, durant els Campionats del Món celebrats a Estocolm, fou presa la decisió d'unificar el sistema i comptar fins a 21. Fou un esport dominat fins a mitjans de segle pels europeus, especialment els hongaresos i la rumanesa Angelica Rozeanu, la millor jugadora del tennis de taula i set vegades campiona del món, però a partir de 1952 Àsia irromp en aquest esport per convertir-se en la gran potència gràcies al Japó i, més tard, la Xina, amb grans figures. A partir de finals dels anys 70 van començar a sorgir altre cop grans campions europeus, en especial suecs com Jan-Ove Waldner, considerat el millor jugador de tots els temps, que han permès al vell continent recuperar part del territori perdut.
El 1988, el tennis taula va ser inclòs per primera vegada en el programa olímpic en ocasió dels Jocs Olímpics de Seül. L'any 2000 la ITTF va introduir canvis al tennis taula. La pilota va passar de ser de 38 mm de diàmetre a 40 mm, per fer el joc més atractiu, i els jocs passaren a disputar-se a 11 punts i es canviava de servidor cada 2 serveis.
Actualment els asiàtics ocupen les primeres posicions del rànquing mundial, amb alguna excepció de jugadors europeus.

## Reglament bàsic

### Servei
La pilota ha de botar primer al camp del jugador que fa el servei i després al del restador, la pilota no pot tocar la xarxa. Si és un partit de dobles, s'ha de fer un servei en diagonal de la taula (de dreta a dreta). En el servei, la pilota ha d'estar sobre el palmell de la mà quiet i immòbil i fora de la taula de manera que l'oponent vegi en tot moment la pilota. La pilota s'ha de llançar el més vertical possible a un mínim de 16 cm (una mica més que l'alçada de la xarxa) i colpejar-la, per sobre i per darrere de la superfície de joc, sense que toqui cap altre objecte que no sigui la pala. La pilota haurà de fer un bot al camp del servidor i un altre al camp del restador. Si la pilota en el moment de passar per sobre la xarxa la toqués, el servei es repetiria tantes vegades com fes falta.

### Punt
Un jugador guanyarà un punt si es compleixen els següents requisits:
- si el seu oponent no fa un servei correcte.
- si la pilota passa per sobre el seu camp o més enllà de la seva línia de fons sense haver tocat el seu camp, després d'haver estat colpejada pel seu oponent.
- si el seu oponent obstrueix la pilota (toca la pilota abans que boti al seu camp).
- si el seu oponent colpeja la pilota dues vegades consecutives de forma deliberada.
- si el seu oponent, o qualsevol cosa que aquest vesteixi o porti, mou la superfície de joc.
- si el seu oponent, o qualsevol cosa que aquest vesteixi o porti, toca el conjunt de la xarxa.
- si el seu oponent toca la superfície de joc amb la mà que no agafa la pala (mà lliure).
- si en dobles un dels oponents colpeja la pilota fora de l'ordre establert (a diferència del tennis, els jugadors han de tocar la pilota una vegada cadascun).

### Joc
Guanyarà un joc el jugador o parella que arribi primer als 11 punts, excepte quan ambdós jugadors o parelles assoleixin 10 punts; en aquest cas, guanyarà el joc el primer jugador o parella que obtingui posteriorment 2 punts de diferència.

### Partit
Un partit es disputarà al millor de 5 o 7 jocs (alguns campionats poc importants es poden disputar al millor de 3 jocs).

## Competicions

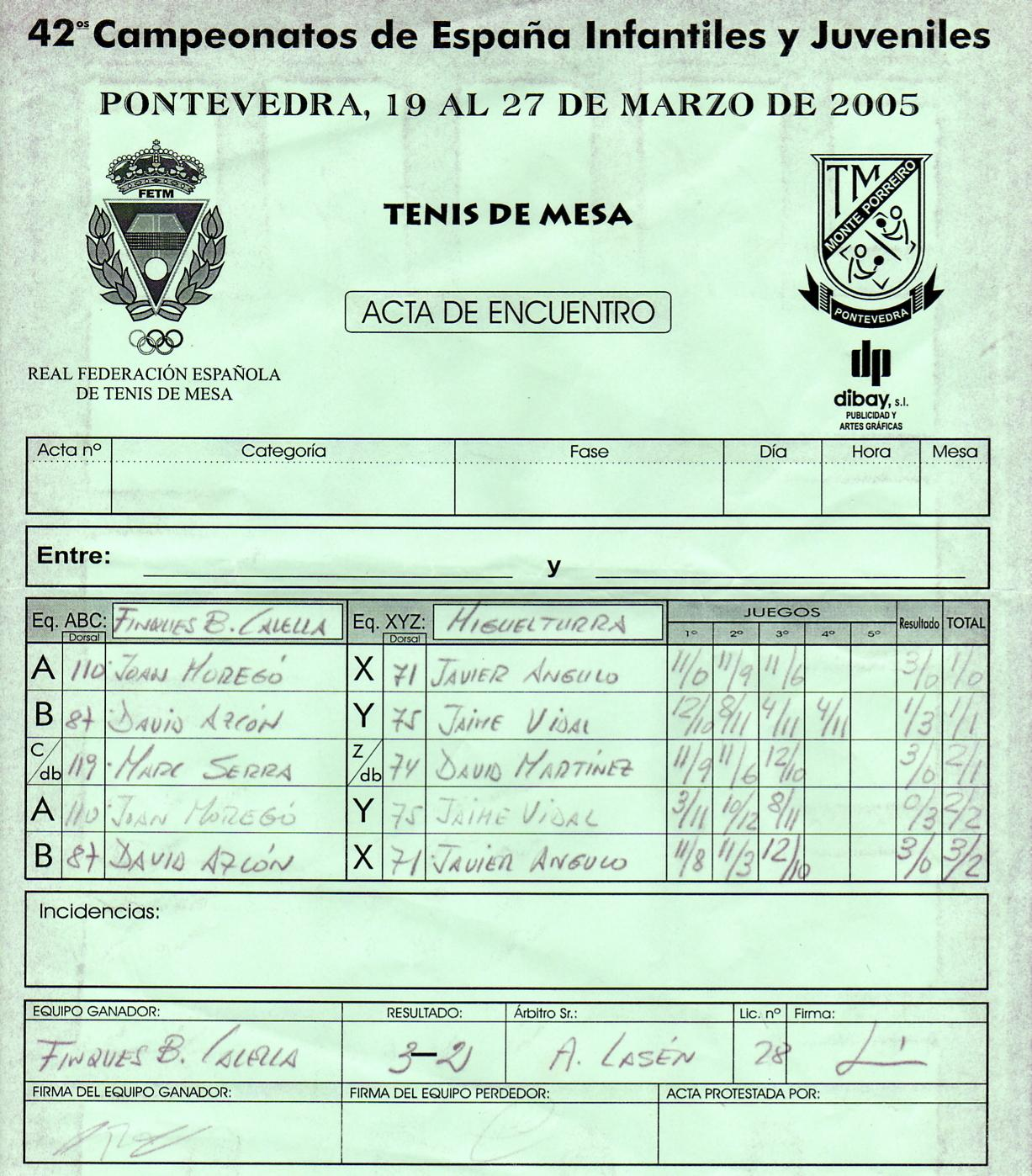
Exemple d'acta (sistema Copa del Món)

L'organisme encarregat d'organitzar les competicions d'àmbit mundial és la ITTF (International Table Tennis Federation).
A Catalunya la FCTT (Federació Catalana de Tennis de Taula) s'encarrega de promoure el tennis taula i organitzar les competicions oficials.
S'organitzen competicions tant d'individuals i dobles com per equips. A Catalunya es disputen lligues per equips (la màxima categoria és la Superdivisió) i diversos Campionats de Catalunya d'individual masculí, femení, dobles masculins, femenins i mixtes i equips masculins i femenins.
Els campionats individuals es juguen per eliminatòries (amb l'opció d'un grup previ). En els encontres per equips (lligues o campionats), un encontre el guanya l'equip que acumula més victòries dels seus jugadors. Hi ha tres tipus de sistemes: el Corbillon/Copa del Món (2/3 jugadors, es juga al millor de 5 partits), el Swaythling (3 jugadors, al millor de 9) i el Swaythling Reduït (3 jugadors, al millor de 7).

## Material

### Pala

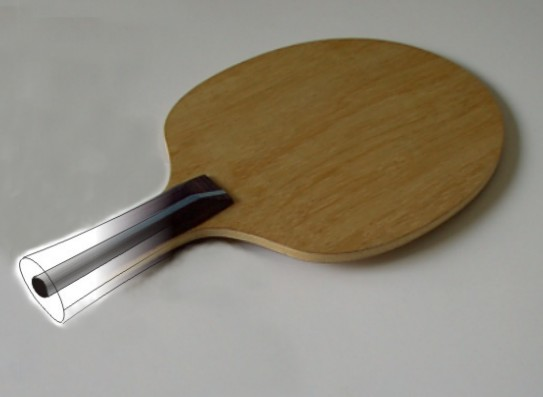
Fusta de carboni

El material que usen els jugadors és molt variat: ofensiu, allround o defensiu. Concretament es classifica en DEF, DEF+, ALL-, ALL, ALL+, OFF-, OFF o OFF+, segons el joc de cada palista.
Es venen per separat les gomes i les fustes, que després s'encolen amb cola ràpida o fixa, depenent del jugador. Un jugador que juga amb cola ràpida encola cada dia abans de jugar, ja que l'efecte dura unes dues o tres hores. La cola millora les prestacions de la goma: li dona més velocitat i més efecte, però en disminueix el control de la pilota. La cola s'ha d'aplicar a cada goma en la quantitat que es vulgui (com més cola, més velocitat) i a la fusta s'hi ha d'aplicar només una capa fina, ja que només servirà per enganxar les gomes.
Està previst que la cola amb dissolvents orgànics es deixi d'utilitzar a partir de la temporada 2007-2008 a causa de la seva alta toxicitat. Hi ha jugadors que envernissen la fusta per tal de canviar-ne les propietats i, a més, fa més fàcil la retirada de les gomes per tornar a enganxar-les.
Hi ha diversos tipus de gomes:
- Gomes llises:

Són el tipus de gomes més versàtils per les seves grans combinacions de velocitat i efecte depenent de la composició de l'esponja. Hi ha des de gomes de tacte adherent i velocitat reduïda per als jugadors més defensius fins a gomes molt elàstiques i dinàmiques, característiques del joc ofensiu modern. Les esponges es produeixen amb diferents composicions de cautxú per tal d'augmentar-ne les prestacions. La densitat, gruix i composició molecular de l'esponja són molt importants per determinar la velocitat, efecte i control final.
La denominada "velocitat de rebot" s'aconsegueix combinant l'elasticitat de la superfície amb esponges de diferent gruix. Les gomes estan disponibles en diferents gruixos d'esponja. Com més gruixuda sigui l'esponja, més ràpida serà la goma. Els gruixos de les gomes varien des d'1,5 mm fins a 2,5 mm, passant per tots els gruixos possibles.
Es poden trobar gomes amb esponges toves, mitjanes, dures i elàstiques. Els jugadors acostumen a canviar les gomes al cap de tres mesos (si juguen uns tres cops a la setmana).
- Gomes antitop:

Són les exclusivament destinades a tots aquells que busquen controlar els efectes i atacs dels adversaris, matant la pilota i renunciant al joc ofensiu. La superfície antitop posseeix un grip gairebé nul i representa una "ajuda addicional" per retornar cops amb efecte.
- Pics llargs:

Indicats per a jugadors defensius i fins i tot allround. Els pics llargs més estrets i flexibles són els més efectius encara que s'inclinen amb més facilitat. L'efecte que produeixen és difícil de preveure, amb cops molt irregulars. Aquest tipus de goma requereix molt temps d'entrenament per a dominar els pics amb certa seguretat i el cop originat depèn de la velocitat i efecte de la bola rebuda. Pots trobar-los amb diferents tipus d'esponja i de gruix: OX (sense esponja), 0,5 mm, 1,0 mm i 1,5 mm.
- Pics mixtes:

Pics de longitud més curta que els llargs. No són molt usuals de trobar i el seu efecte no fa tant mal com els pics llargs. Són més fàcils de dominar i requereixen menys temps d'aprenentatge. Ofereixen bon control amb una trajectòria de devolució curta i de poc efecte.
- Pics curts:

La seva longitud màxima és d'1,0 mm per oferir un rebot mínim molt directe. El contacte amb la pilota és mínim, així com l'efecte dels seus cops. És el tipus de goma més indicat per als jugadors de bloqueig i colpeig directe. Els pics curts també són molt bons per a controlar els efectes adversaris. Solen utilitzar-se en el revés. Produeixen d'un 10 a un 20 % menys d'efecte que les gomes llises. El gruix de l'esponja pot oscil·lar des dels 1,5 mm fins als 2,5 mm com a màxim.
- Pics sense esponja:

Aproximadament d'1,0 mm de longitud però sense esponja. L'estil de joc que possibiliten és el de les gomes passives, és a dir, amb molt bon control però amb baixa velocitat i efecte. Fan difícil l'intercanvi de cops.
Les fustes també poden ésser més o menys ràpides i de diferents materials: a part de fusta poden tenir làmines de fibra de vidre, de carboni, de grafit i d'altres materials. Les fustes poden ésser rígides, semirígides, elàstiques, semielàstiques o mitjanes.
Una fusta et pot servir per tota la vida si la tractes bé, excepte les de carboni les propietats de les quals desapareixen al cap d'uns tres anys. Actualment, al mercat hi ha uns 300 models de gomes i uns altres 300 de fustes.

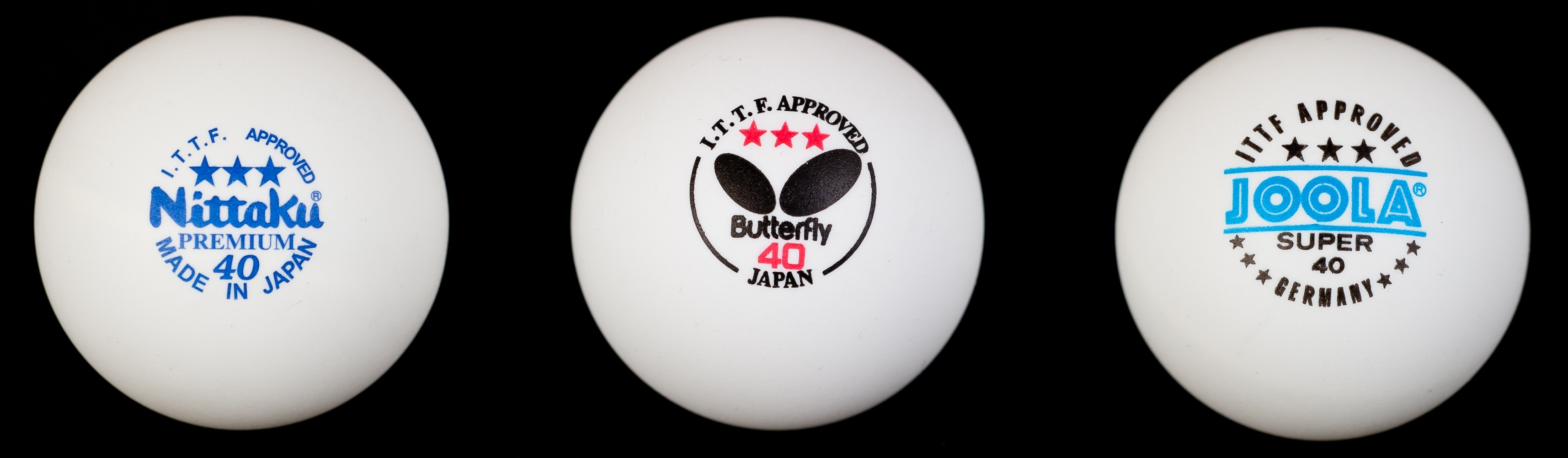
La pilota (o bola) de tennis taula té 40 mm de diàmetre.

### Pilota
La pilota (o bola) de tennis taula té 40 mm de diàmetre, és lleugera (està buida), feta de cel·luloide i pot ser blanca o taronja. Les marques comercialitzen pilotes d'entrenament i de tres estrelles (***). Les primeres són de menys qualitat, mentre que les de tres estrelles (les oficials), passen tests d'esfericitat (han de ser completament esfèriques), tenen un pes òptim i un bot més consistent. Hi ha diferents graus d'estrelles, d'una estrella, fins a cinc estrelles. Les estrelles varien segons el gruix i pes.

### Taula

Taula i mesures

La taula ha de tenir una altura de 76 cm, una llargada de 274 cm, una amplada de 152,5 cm i la xarxa ha de tenir 15,25 cm.

## Tècnica
Existeixen tres tipus d'efectes bàsics, els quals es poden anar combinant. Un és el tallat on es frega la pilota per la part inferior, l'altre el liftat (topspin) on la pilota és tocada per la part superior i el lateral on es rasca per l'equador de la pilota.
Es necessita jugar d'una manera flexionada, amb desplaçaments laterals i amb l'esquena una mica corbada el braç també necessita certa flexió.
La pala no s'agafa de manera determinada, ja que cadascú l'agafa com vol.

## Tàctica
- Def (defensiu pur):

Jugador defensiu clàssic amb bon control per la seva gran precisió al colpejar la pilota. Provoca molts errors al contrari per la seva àmplia variació de cops defensius tallats. Solen jugar amb gomes de pics llargs o antitop i amb fusta que va des de la típica Def fins a la Def+/All-. Amb pics llargs l'esponja no sol passar dels 1.0mm, encara que la majoria els prefereixen sense esponja.
- Def+ (Defensiu evolutiu):

Joc principalment defensiu que es beneficia de la combinació de cops defensius amb atacs inesperats. És el símbol del jugador defensiu modern, ja que mai se sap quan atacarà. Requereixen gomes adherents de molt efecte i control però amb certa velocitat i de gruix màxim d'1.5mm amb moltes variacions d'efecte. La fusta és Def+ o All depenent de la velocitat que imprimeixi als cops.
- All (Allround):

El jugador allround és aquell que combina el joc ofensiu i el defensiu al mateix temps amb cops de topspin i tallades. En el revés solen realitzar cops passius amb molts bloquejos mentre que a la dreta solen ser una mica més ofensius. Les fustes que s'adapten van des de les All- fins a les All+/Off- amb gomes allround, ofensives toves ó ofensives de duresa mitjana amb esponja que oscil·la des dels 1,5 mm fins als 2,0 mm. Les gomes escollides sempre tenen un gran equilibri entre velocitat, efecte i control.
- All+ (Allround evolutiu):

Categoria molt habitual que inclou a jugadors de tots els nivells. El material sol ser de naturalesa sensible, de bon toc i molt equilibrat. És indispensable un gran control per alternar cops de diferents velocitats. S'adapten molt especialment a gomes toves, molt toves o amb sistema Tensor de fins a 2,3 mm de gruix i fustes elàstiques o semielàstiques, amb mànec buit o sense però sempre de ràpida reacció. Sol utilitzar-se cola fresca per a augmentar-ne les prestacions de les gomes.
- Off- (Ofensiu de rotatiu):

Aquest estil de joc es caracteritza pels cops de topspin vora la taula o a mitjana distància. El topspin és necessàriament tibant i difícil de controlar. Es completa amb bloquejos, a més de grans serveis que fan que comencin cada punt amb avantatge. La fusta és tipus All+, Off- o Off i les gomes exclusivament dinàmiques de 2 mm de mínim i de duresa mitjana, tova ó de sistema Tensor. L'estratègia Off- sol necessitar cola ràpida per augmentar la potència de cada cop.
- Off (Vari ofensiu):

Topspins de dreta i de revés molt agressius amb cops molt ràpids intercalats, incloent loops, flips i bloquejos. En aquesta estratègia el jugador sempre duu la iniciativa quan té l'oportunitat. Actualment és el més popular i practicat per jugadors com Gatien, Waldner, Liu Guoliang, Karlsson, Saive o Samsonov entre d'altres. L'elecció de la fusta és All+, Off-, Off o fins i tot Off+ amb gomes vari-ofensives de 38 a 45 graus de duresa màxima. Les gomes Tensor troben aquí la seva màxima expressió a partir dels 2 mm.
- Off+ (Ofensiu total):

En aquesta estratègia s'inclouen aquells jugadors ofensius que confien en la velocitat com la seva arma fonamental. Els cops no acostumen a dur molt efecte perquè basen la seva força en els cops directes i ràpids que ofereixen les gomes d'esponja dura (de 48 a 50 graus) amb gran poder de rebot. L'elecció de la fusta és inevitablement Off o Off+ i les gomes de gruix màxim.

## En la cultura popular
Per commemorar la diplomàcia del ping-pong, Guinea-Conakry va emetre segells l'any 1971. La República Popular de la Xina també va celebrar el 35è aniversari del fet.